# Amerika Woche
Die Amerika Woche ist eine deutschsprachige Auslandszeitung in den USA. Das Wochenblatt wird in den USA, Kanada und Deutschland gelesen. In den Vereinigten Staaten kann die Amerika Woche an vielen Kiosken erworben werden.
Gegründet wurde die Zeitung 1956. Mitte der 1990er Jahre wollten die Herausgeber die Amerika Woche einstellen. Bis zu diesem Zeitpunkt handelte es sich um eine nur auf die deutschen Einwanderer im Raum Chicago zugeschnittene Zeitung. Dieses Konzept wurde durch den Herausgeber Mario Schiefelbein (bis 2002) geändert. Derzeitiger Herausgeber und Eigentümer ist die ONA Publishing Corporation unter Peter Lobl.
Ende der 1990er Jahre wurden die deutschsprachigen Auslandszeitungen Washington Journal und New Jersey Freie Zeitung mit der Amerika Woche verschmolzen (siehe auch deutschsprachige Zeitungen in den USA).
Heute berichtet die Amerika Woche über ein breites Spektrum von Themen (Politik, Wirtschaft, Kultur, Sport), die alle in irgendeiner Form mit Deutschland zu tun haben. Eine „Lederhosennostalgie“ soll hierbei nach Möglichkeit vermieden werden. Dem Herausgeber liegen insbesondere die bilateralen Beziehungen zwischen Deutschland und den USA am Herzen.